# 雅各布·克伦贝格尔

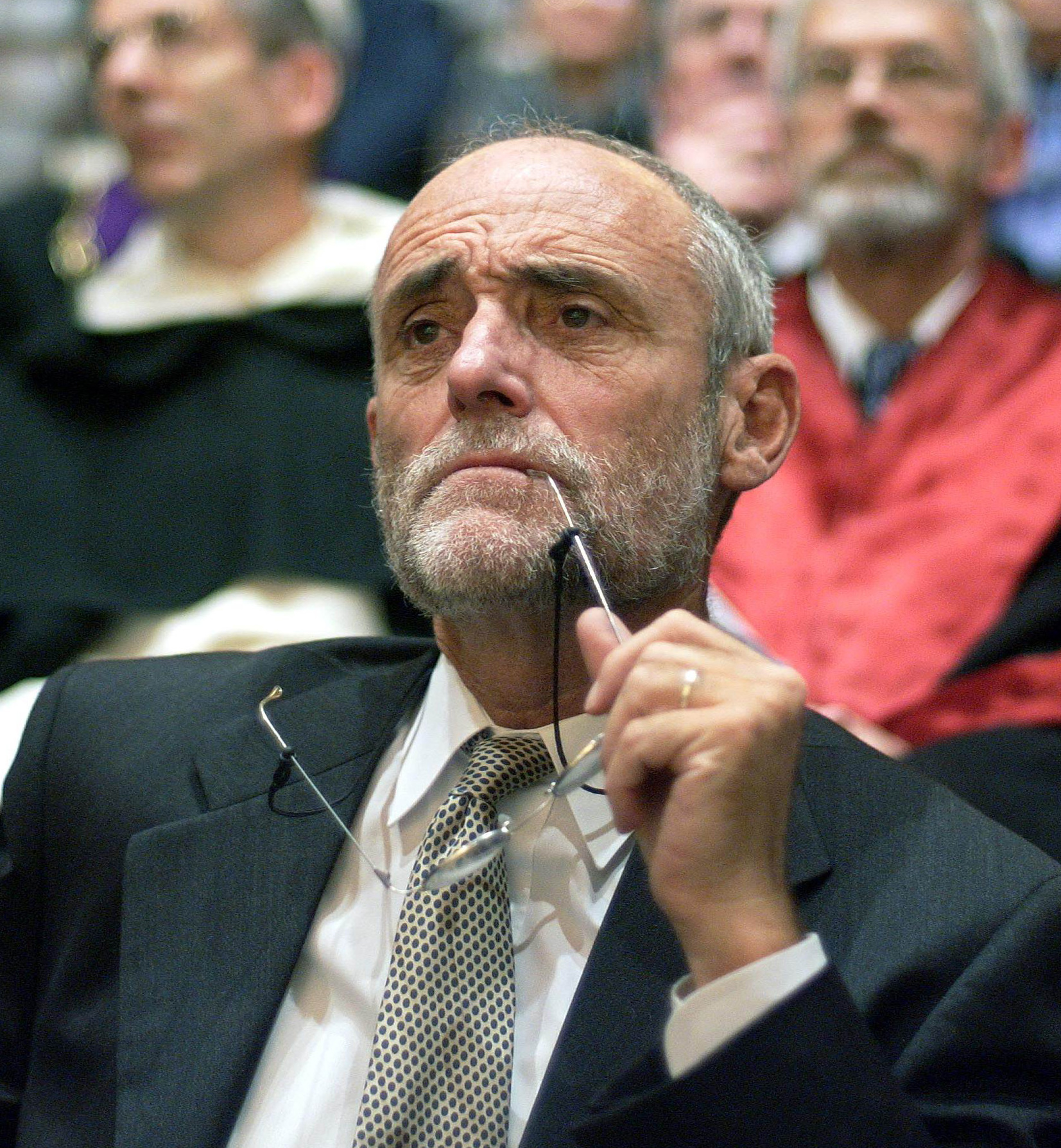
2003年，雅各布·克伦贝格尔。

雅各布·克伦贝格尔（德語：Jakob Kellenberger，1944年10月19日—），生于瑞士。他曾是瑞士外交官，前任红十字国际委员会主席。他在苏黎世、图尔、格拉纳达学习了法国和西班牙文学以及语言学，并获得了苏黎世大学的博士学位。后来，他还获得了巴塞尔大学和卡塔尼亚大学的名誉博士学位。

## 生平
1974年，他在瑞士联邦外交部开始了自己的外交生涯。从1975年至1984年，他被派驻马德里、布鲁塞尔和伦敦担任各种外交职务。1984年至1992年，他返回瑞士，担任设于伯尔尼的综合办公室的主任，该办公室由联邦外交部和瑞士联邦经济事务部联合组建，负责发展瑞士与欧盟和欧洲贸易自由联盟之间的关系。1984年起他担任部长，1988年起担任大使。1992年至1999年，他担任了外交部国务秘书和政务司司长，同时他还是瑞士与欧盟双边协议的协调官员和主要谈判人（1994年至1998年）。.
1998年8月27日，他成为红十字国际委员会主席。1999年，索马鲁加离任，克伦贝格尔于2000年初就任。与前任不同，他很低调，鲜在外交场合露面，他轻松适应了大会的工作方式，并且正如他在与欧盟工作时所表现得那样，很善于个人谈判。
克伦贝格尔先生的妻子是伊丽莎白·克伦贝格尔-乔西（Elisabeth Kellenberger-Jossi），育有两子。